# Sicyopus zosterophorum
Sicyopus zosterophorum és una espècie de peix de la família dels gòbids i de l'ordre dels perciformes.

## Morfologia
- Els mascles poden assolir 5,1 cm de longitud total.[5][6]

## Hàbitat
És un peix de clima tropical i bentopelàgic.

## Distribució geogràfica
Es troba al Japó, les Filipines, Indonèsia, Papua Nova Guinea, Palau i Salomó.

## Observacions
És inofensiu per als humans.